# Neumühl (Duisburg)
Neumühl (mit dem Ortsteil Schmidthorst) ist ein Duisburger Stadtteil im Stadtbezirk Hamborn mit 18.244 Einwohnern (31. Dezember 2023).

## Geschichte
Neumühl gehörte früher zum Stadtkreis Hamborn, der 1929 mit dem Stadtkreis Duisburg vereinigt wurde, und wurde nach der Neuen Mühle aus dem 14. Jahrhundert benannt, um die sich der Stadtteil Neumühl ansiedelte. Direkt an der heutigen Stadtgrenze zu Oberhausen lag das spätestens seit dem 13. Jahrhundert existierende, im 20. Jahrhundert abgerissene Haus Temminghoven.
Zwischen 1899 und 1962 wurde in Neumühl Steinkohle von der Zeche Neumühl abgebaut. Neumühl war vor dem Ersten Weltkrieg das größte Bergwerk im Ruhrgebiet und wurde danach von "Friedrich Thyssen" überflügelt.
Nach Stilllegung der Zeche begann 1967 eine der größten Flächensanierungen in der Bundesrepublik Deutschland: Die komplette Kolonie-Bebauung südlich der Fiskusstraße wurde abgeräumt und durch moderne Etagenhäuser ersetzt. Dieser Kahlschlag provozierte allerdings auch eine der ersten großen Protestbewegungen gegen den Abriss von Zechenkolonien. Eine Bürgerinitiative erreichte im Jahre 1975, dass die Kolonie nördlich der Fiskusstraße, 1907 bis 1909 rund um den Bergmannsplatz erbaut, unter Denkmalschutz gestellt wurde.
1906 eröffnete das St. Barbara-Hospital, das im Juli 2013 geschlossen wurde.

## Verkehr

### Schienen- und Busverkehr
Der Bahnhof Duisburg-Neumühl lag an der Bahnstrecke Duisburg-Ruhrort–Dortmund. Diese ist in diesem Bereich seit 1987 stillgelegt. Auf der ehemaligen Strecke verläuft heute der Grüne Pfad.
Der Stadtteil wird im straßengebundenen ÖPNV hauptsächlich durch Busse der DVG erschlossen. Im äußersten Süden des Stadtteils hält die Straßenbahnlinie 903 an der Haltestelle Amsterdamer Straße.

### Straße
Im äußersten Süden des Stadtteils liegt die Anschlussstelle 7 Duisburg-Neumühl der Bundesautobahn 42, welche von Kamp-Lintfort über den Duisburger Norden nach Oberhausen, Bottrop, Essen, Gelsenkirchen, Herne und Dortmund führt. Die Anschlussstelle Duisburg-Neumühl liegt dabei auf halbem Wege zwischen den Autobahnkreuzen Duisburg-Nord und Oberhausen-West, die beide nach ca. 1,3 km die Bundesautobahnen A 59 (Duisburgs Nord-Süd-Achse) bzw. die Fernmagistrale A 3 anschließen.

## Sonstiges
Zu den zwei in Neumühl vorhandenen Kirchen der großen Konfessionen gehören die katholische Herz-Jesu-Kirche und die evangelische Gnadenkirche. Alle Gemeinden kooperieren in der Jugendarbeit. Ursprünglich war auch die St.-Martin-Kirche in Neumühl vertreten, diese wurde jedoch im Rahmen der Kirchenschließung mit der Herz-Jesu-Kirche zusammengeführt.
Die bekanntesten Sportvereine in Neumühl sind SV Hamborn 1890, SC Hertha Hamborn, DJK Schmidthorst 1909, TuS Neumühl und der TC Neumühl.
Überregional ist der Stadtteil wegen des hier ansässigen Tierhandels Zoo Zajac bekannt.

## Fotos

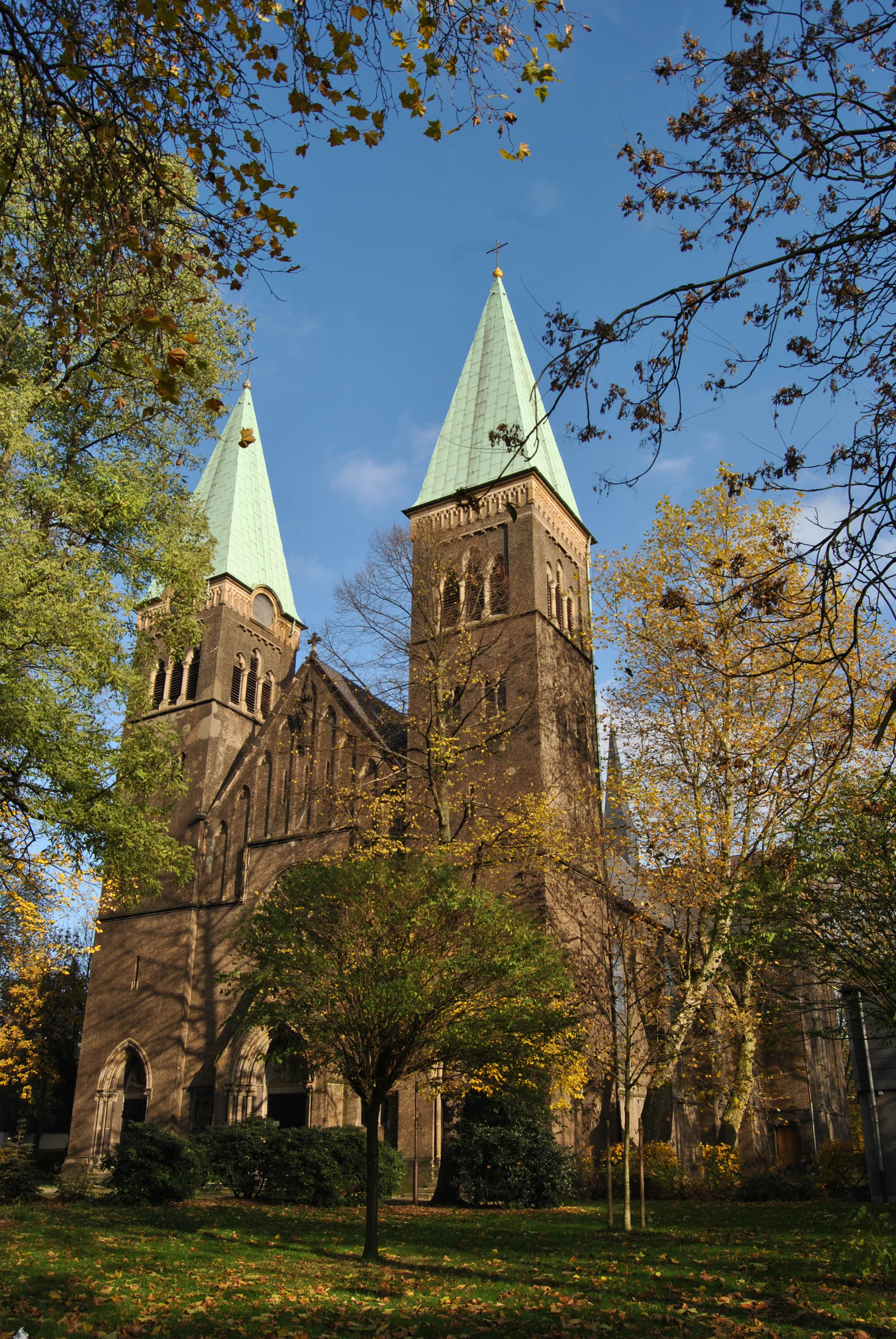
Herz-Jesu-Kirche („Schmidthorster Dom“)
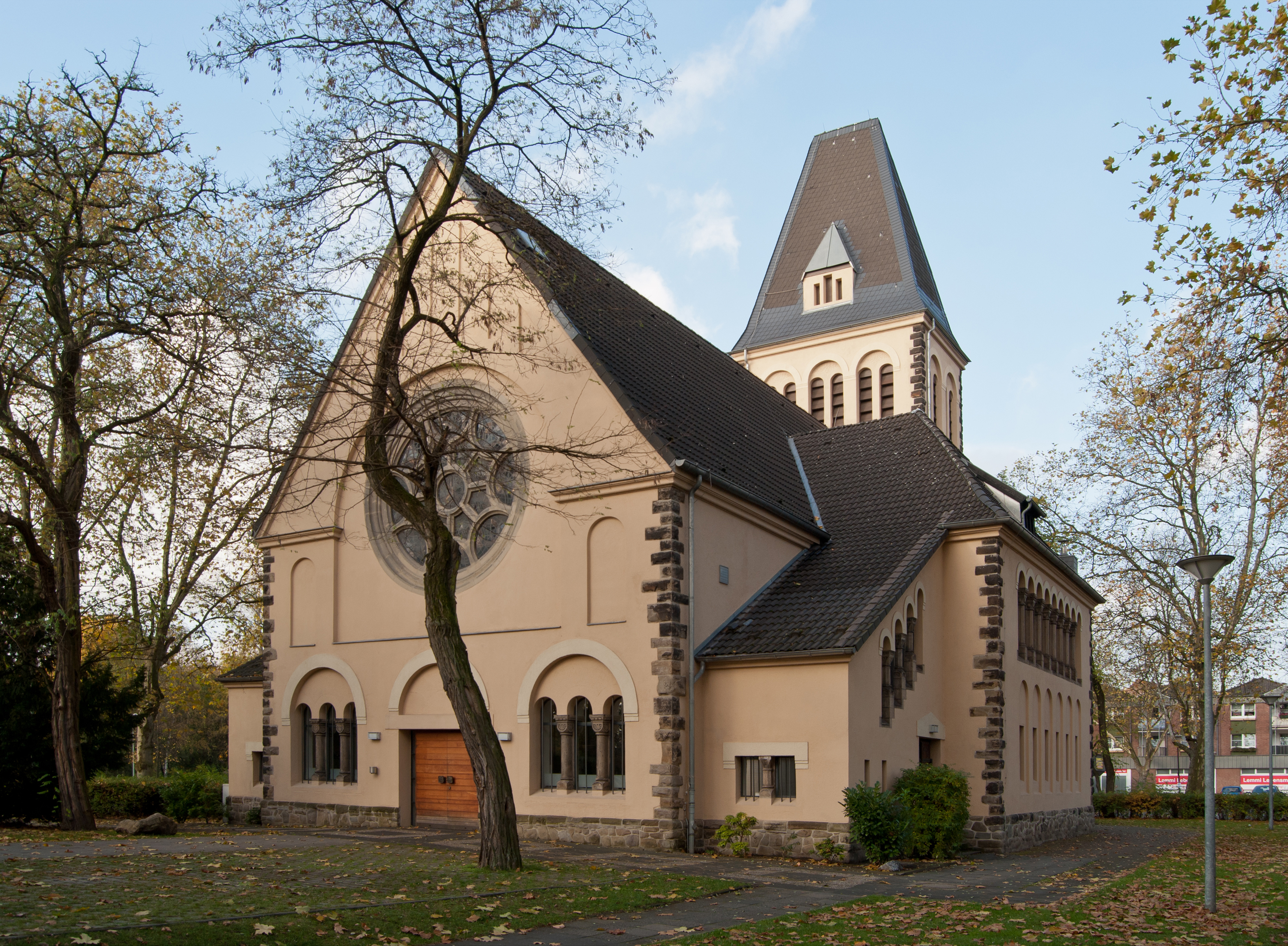
Evangelische Gnadenkirche
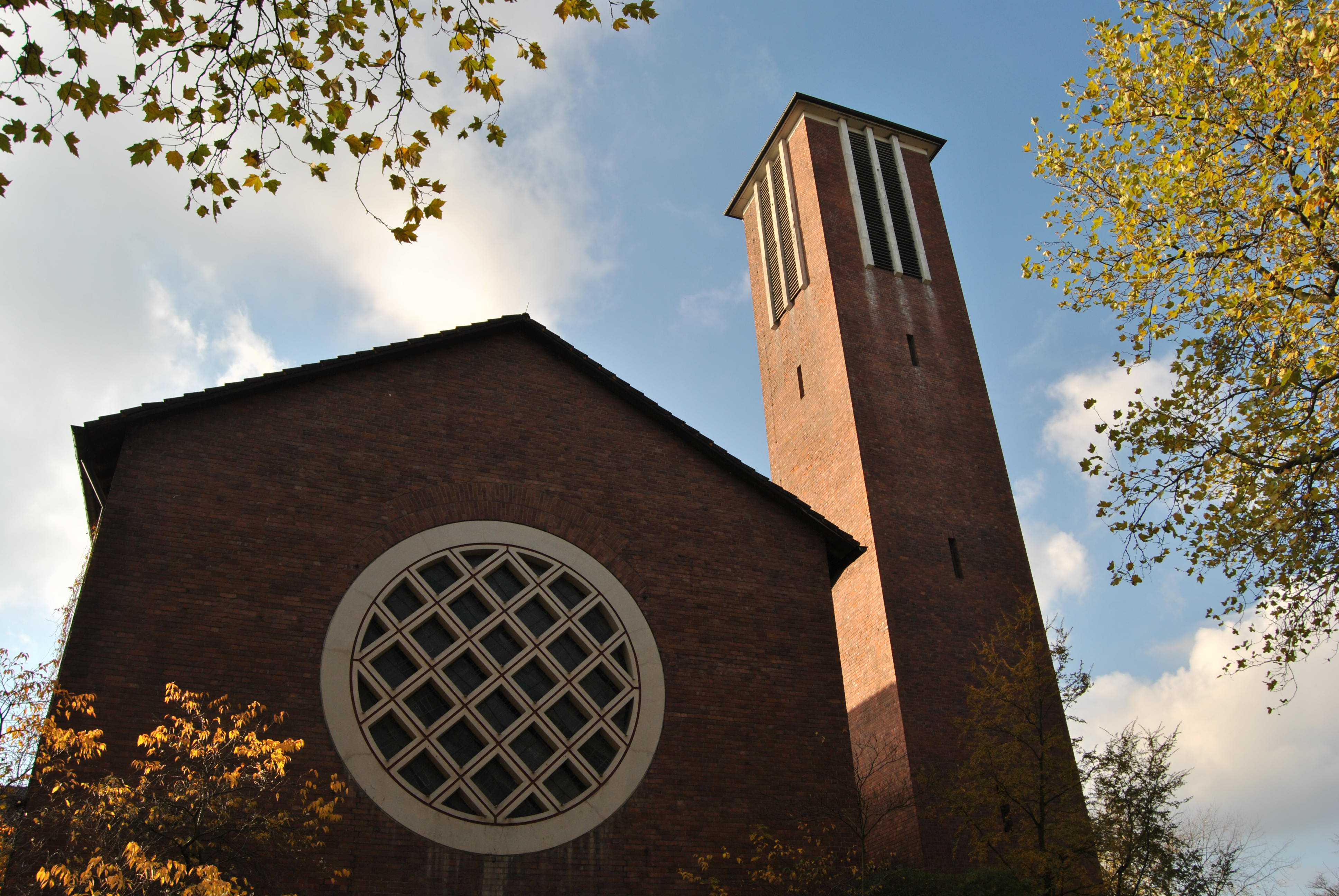
Katholische Kirche St. Martin von Otto Bongartz (2012 abgerissen)
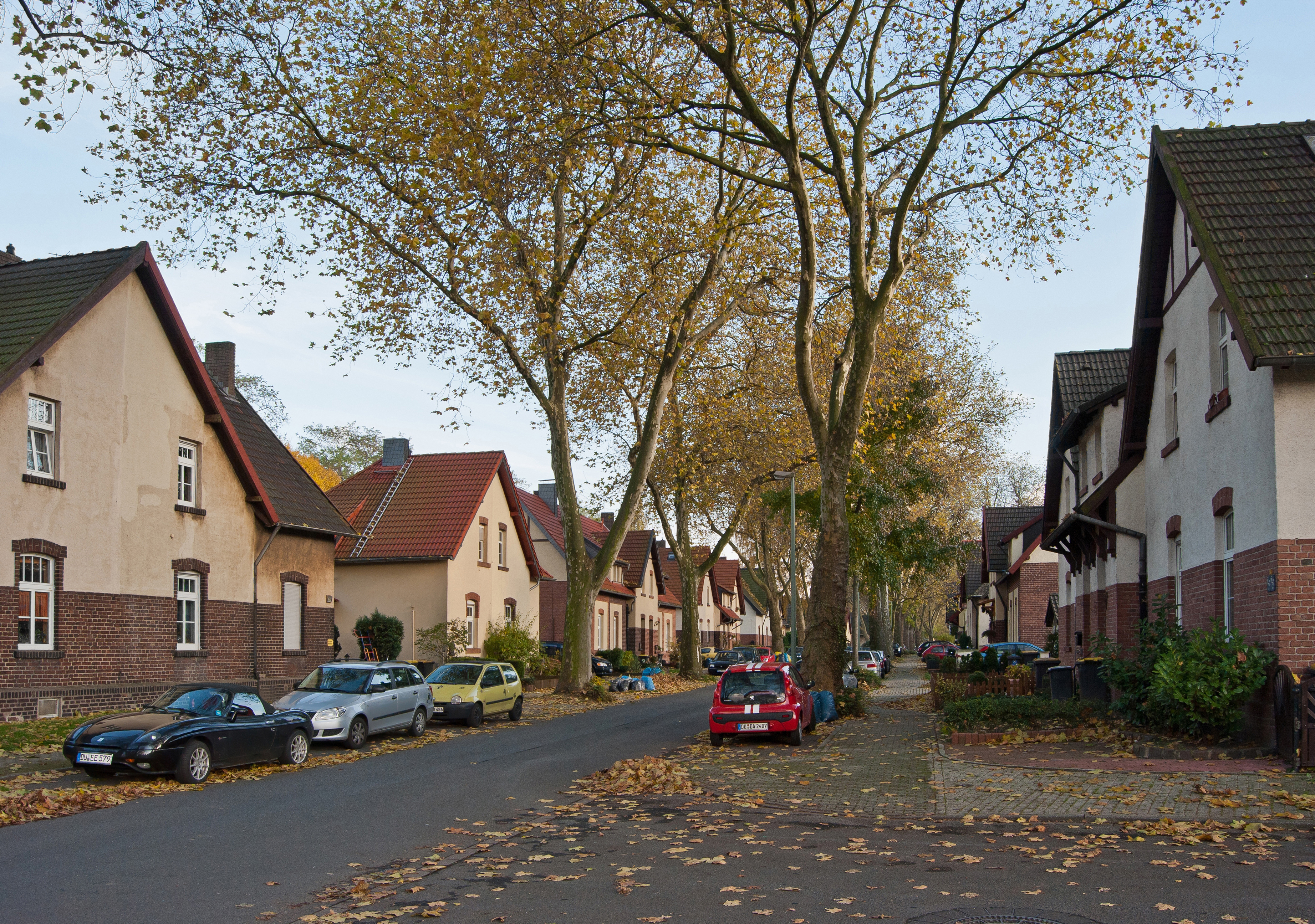
Borussiastraße in der Siedlung Bergmannsplatz
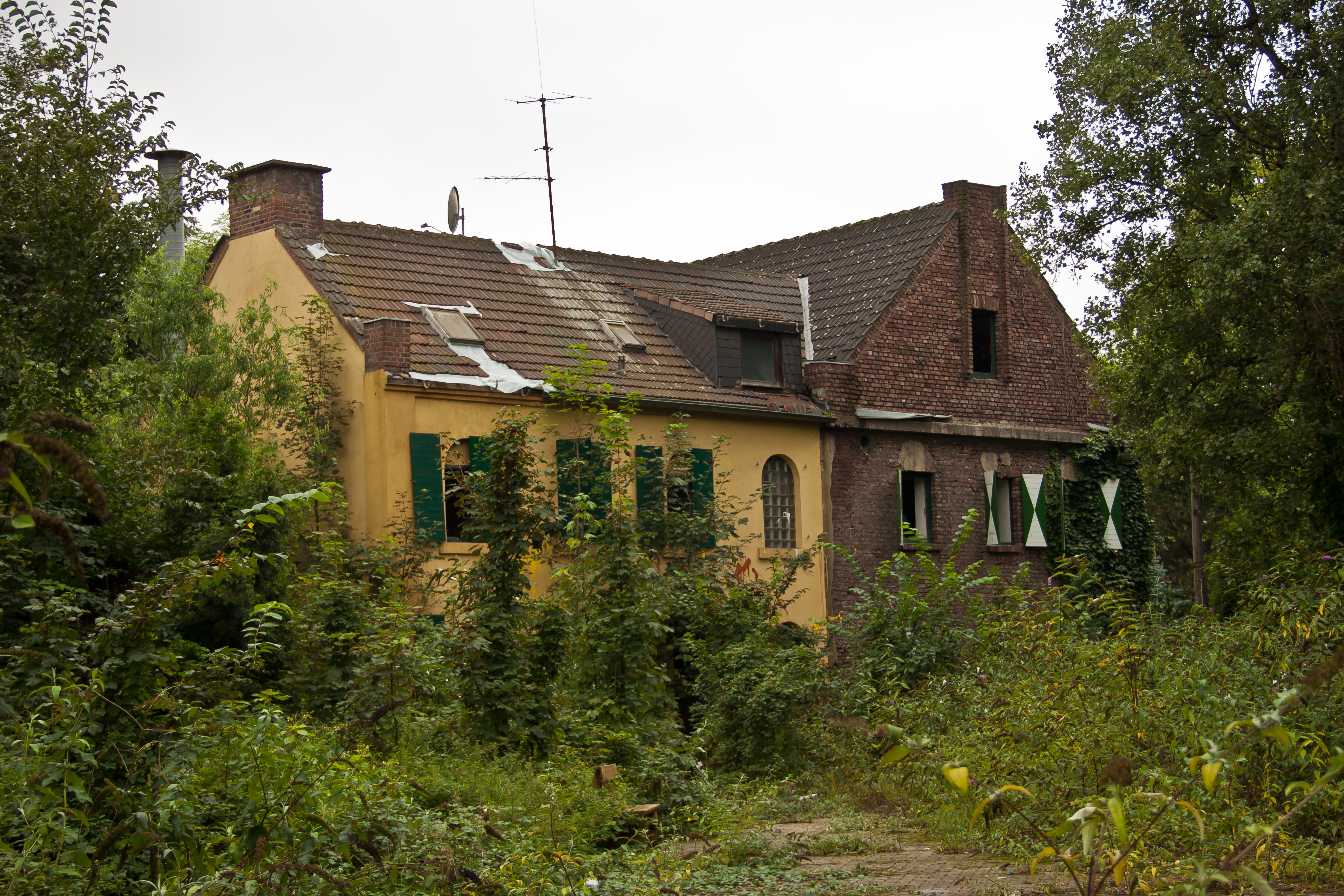
Die Neue Mühle, Namensgeber des Stadtteils

## Trivia
Die bekannte Kabarett-Figur Herbert Knebel lässt in manchen ihrer Kurzgeschichten ihre Kindheit und Jugend im Duisburg-Neumühl der Nachkriegszeit Revue passieren.